# 蒙特拿破仑大街

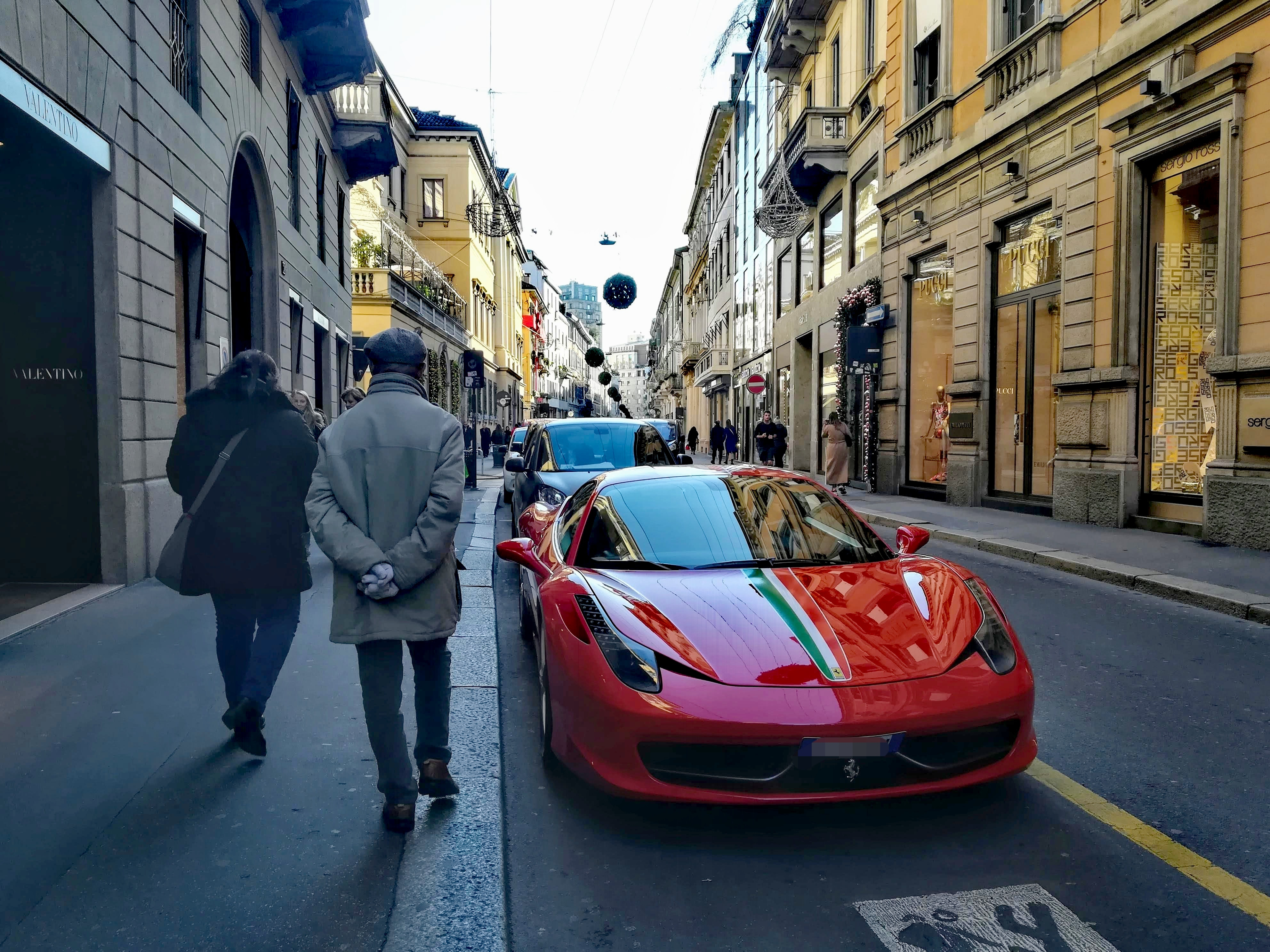
蒙特拿破仑大街

蒙特拿破仑大街（Via Montenapoleone）是米兰和意大利最昂贵的一条购物街. ，以时装和珠宝商店而闻名。这条街是米兰这个公认的世界时尚之都的“时尚四边形”（Quadrilatero della moda）中最重要的一条街，许多著名的意大利乃至全世界时装设计师，例如Gucci、路易威登、普拉达，都在此拥有自己品牌的高级精品店。
2019 年，Via Monte Napoleone 是欧洲第三贵的街道，也是世界第五贵的街道, 而在 2022 年，根据福布斯，它似乎是欧洲最昂贵的，世界第三。

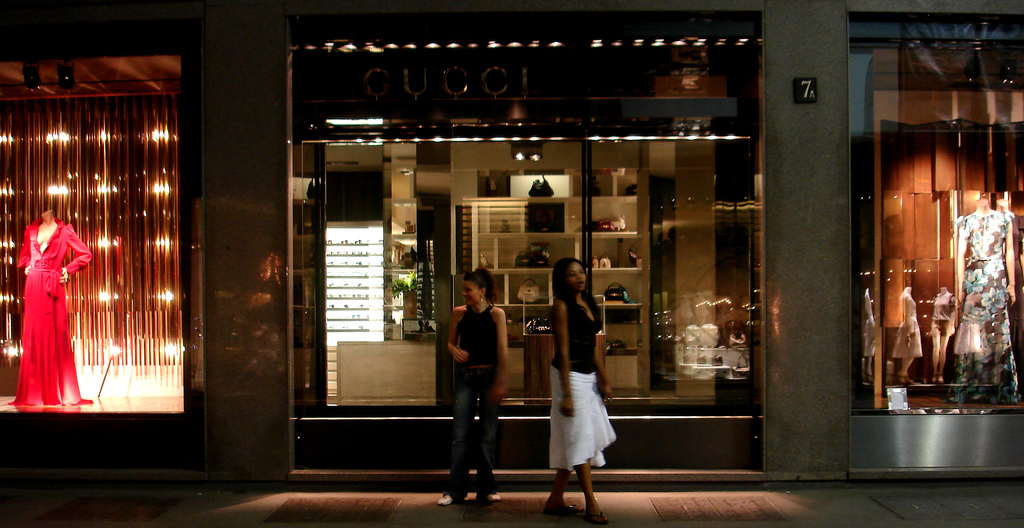
Gucci店